# کیانسی
کیانسی یا کیانسه نام اسطوره‌ای دریاچهٔ هامون است که بر اساس اعتقاد زرتشتیان در هزارهٔ سوم پس از تولد زرتشت، سوشیانس از آب‌تنی دوشیزه‌ای در این دریاچه متولد خواهد شد.